# Mandevilla antennacea
Mandevilla antennacea är en oleanderväxtart som först beskrevs av A. Dc., och fick sitt nu gällande namn av Schumann. Mandevilla antennacea ingår i släktet Mandevilla och familjen oleanderväxter. Inga underarter finns listade i Catalogue of Life.